# Christoph von Kiefhaber
Christoph Kiefhaber, seit 1918 Ritter von Kiefhaber (* 19. Oktober 1855 in Waischenfeld; † 19. Januar 1955 in München) war ein bayerischer Generalleutnant im Ersten Weltkrieg, der anlässlich des „Tannenbergtages“ 1939 den Charakter als General der Infanterie erhielt. 

## Leben

### Familie
Kiefhaber war der Sohn eines Rentbeamten und dessen Ehefrau Friederike, geborene Eckert. Er selbst heiratete am 30. Januar 1918 Mathilde Günther. Die Ehe blieb kinderlos.

### Militärkarriere
Nach dem Besuch des Gymnasiums in Münnerstadt trat Kiefhaber am 2. Oktober 1875 als Avantageur in das 5. Infanterie-Regiment „Großherzog von Hessen“ der Bayerischen Armee ein und avancierte Ende November 1877 zum Sekondeleutnant. Von Ende Oktober 1882 bis Ende März 1888 diente er als Bataillonsadjutant und rückte im Juli 1887 zum Premierleutnant auf. Als solcher war Kiefhaber von Oktober 1888 bis November 1890 Adjutant des Bezirkskommandos in Bad Kissingen. Zur Vorbereitung auf ein Dolmetscherexamen war er anschließend auf ein Jahr in die Schweiz beurlaubt und versah dann wieder Dienst in seinem Stammregiment. Anfang September 1891 erhielt Kiefhaber die Erlaubnis zur Annahme des Ritterkreuzes II. Klasse des Großherzoglich Hessischen Verdienstordens Philipps des Großmütigen, dass ihm sein Regimentsinhaber Ludwig IV. verliehen hatte. Unter Beförderung zum Hauptmann erfolgte Anfang Juli 1893 seine Ernennung zum Kompaniechef. Kiefhaber rückte am 26. März 1901 zum Major und Bataillonskommandeur auf. Daran schloss sich ab dem 28. Oktober 1904 eine Verwendung als Oberstleutnant beim Stab des 7. Infanterie-Regiments „Prinz Leopold“ an. In dieser Stellung avancierte er Ende Oktober 1906 zum Oberst und war vom 8. März 1907 bis zum 4. August 1909 Kommandeur des 10. Infanterie-Regiments „Prinz Ludwig“. Anschließend wurde Kiefhaber mit der Beförderung zum Generalmajor als Kommandeur der 3. Infanterie-Brigade nach Augsburg versetzt und erhielt im Oktober 1909 die Erlaubnis zur Annahme des Roten Adlerordens II. Klasse. In Genehmigung seines Abschiedsgesuches wurde er unter Verleihung des Sterns zum Militärverdienstorden 2. Klasse am 22. April 1912 mit der gesetzlichen Pension zur Disposition gestellt.
Nach der Mobilmachung anlässlich des Ersten Weltkriegs wurde Kiefhaber als z.D.-Offizier wiederverwendet und am 5. September 1914 zum Kommandeur der neuaufzustellenden 12. Reserve-Infanterie-Brigade ernannt. Mitte Oktober rückte die Brigade an die Westfront und nahm bei der 6. Armee bzw. der Armeegruppe „Fabeck“ an den Kämpfen um Ypern teil. In deren Verlauf konnte seine Truppen Wytschaete erobern, verloren es jedoch und nahm es am 2. November 1914 erneut ein. Danach lag die Brigade in Stellungskämpfen bei Wytschaete, Eikhof und St. Eloi. Als charakterisierter Generalleutnant (seit 16. Dezember 1914) führte Kiefhaber seine Brigade in der Schlacht von Neuve-Chapelle und der Frühjahrsschlacht bei La Bassée und Arras sowie der dortige Herbstschlacht. Nach weiteren Stellungskämpfen in Flandern und Artois übernahm Kiefhaber am 17. März 1916 das Kommando über die Ersatz-Division an der Ostfront von Verdun. Er beteiligte sich an den Stellungskämpfen zwischen Maas und Mosel. Während der Schlacht an der Somme verantwortete er den Abschnitt Beaulencourt–Le Transloy und konnte hier am 1. November einen großen feindlichen Angriff abwehren. Kurz darauf erhielt Kiefhaber am 19. November 1916 das Patent zu seinem Dienstgrad. Am 12. April 1917 wurde er zum Kommandeur der 10. Infanterie-Division ernannt, die zu diesem Zeitpunkt noch in Stellungskämpfen bei der k.u.k. 2. Armee in Ostgalizien stand. Von dort verlegte sie Ende Mai in das Oberelsass und nahm ab Mitte Juni 1917 mit einer Unterbrechung im August an der Dritten Flandernschlacht teil. Dabei verteidigte er den Abschnitt Zillebek–Hollebeke–Groene Linde und später Polderhoek. Für die Abwehrerfolge und weil er stets „durch überlegene Führerleistung und durch das mitreißende Beispiel außergewöhnlicher persönlicher Tapferkeit der Truppe Siegeswille und Siegeszuversicht einflößend, mit den von ihm geführten Truppen ganz hervorragende Gefechtserfolge erzielt hat“, wurde er am 7. März 1918 mit Wirkung vom 22. Oktober 1917 durch König Ludwig III. zum Ritter des Militär-Max-Joseph-Ordens ernannt. Damit verbunden war die Erhebung in den persönlichen Adelsstand und er durfte sich nach der Eintragung in die Adelsmatrikel am 19. April 1918 „Ritter von Kiefhaber“ nennen. Der preußische König Wilhelm II. hatte ihm bereits zuvor am 24. November 1917 den Orden Pour le Mérite verliehen.
Kiefhaber befand sich mit seinem Großverband ab Ende November 1917 bei der Armeeabteilung A in Lothringen und kam Anfang Februar 1918 zur 19. Armee. Ab Anfang Juni war sie bei der 7. Armee in Abwehrkämpfe um Villers-Cotterêts eingebunden. Auf seine Veranlassung hin wurde Kiefhaber am 6. Juli 1918 von seinem Kommando enthoben und König Ludwig III. verlieh ihm durch Allerhöchste Entschließung am 17. Juli 1918 den Militärverdienstorden 2. Klasse mit Stern, Krone und mit Schwertern. Seine Mobilmachungsbestimmung wurde daraufhin am 1. August 1918 aufgehoben und er trat in den Ruhestand.
Anlässlich des 25. Jahrestages der Schlacht bei Tannenberg, dem sogenannten „Tannenbergtag“ verlieh Hitler Kiefhaber als Inhaber der höchsten deutschen Tapferkeitsauszeichnungen des Ersten Weltkriegs am 27. August 1939 den Charakter als General der Infanterie.